# Damernas stafett i längdskidåkning vid olympiska vinterspelen 1998
Damernas stafett i längdskidåkning vid olympiska vinterspelen 1998 avgjordes den 16 februari och bestod av fyra sträckor om fem kilometer. För Sveriges räkning kördes sträckorna i ordningsföljd av Antonina Ordina, Anette Fanqvist, Magdalena Forsberg och Karin Säterkvist. Ryssland vann guld, Norge silver och Italien brons.

## Medaljörer
| Spel    | Guld                                                               | Silver                                                                 | Brons                                                                      |
| Stafett | Ryssland Nina Gavriljuk Olga Danilova Jelena Välbe Larisa Lazutina | Norge Bente Martinsen Marit Mikkelsplass Elin Nilsen Anita Moen-Guidon | Italien Karin Moroder Gabriella Paruzzi Manuela Di Centa Stefania Belmondo |

## Resultat
| Placering | Bib | Land                                                                                   | Tid       | Straff  |
| --------- | --- | -------------------------------------------------------------------------------------- | --------- | ------- |
| 1         | 1   | Ryssland Nina Gavriljuk Olga Danilova Jelena Välbe Larisa Lazutina                     | 55:13,5   | 0,0     |
| 2         | 2   | Norge Bente Martinsen Marit Mikkelsplass Elin Nilsen Anita Moen Guidon                 | 55:38,0   | +24,5   |
| 3         | 4   | Italien Karin Moroder Gabriella Paruzzi Manuela Di Centa Stefania Belmondo             | 56:53,3   | +1:39,8 |
| 4         | 8   | Schweiz Sylvia Honegger Andrea Huber Brigitte Albrecht Natascia Leonardi               | 56:55,2   | +1:41,7 |
| 5         | 6   | Tyskland Kati Wilhelm Manuela Henkel Constanze Blum Anke Schulze                       | 56:55,4   | +1:41,9 |
| 6         | 5   | Tjeckien Jana Šaldová Kateřina Neumannová Kateřina Hanušová Zuzana Kocumova            | 56:58,7   | +1:45,2 |
| 7         | 3   | Finland Tuulikki Pyykkönen Milla Jauho Satu Salonen Anita Nyman                        | 57:34,3   | +2:20,4 |
| 8         | 9   | Sverige Antonina Ordina Anette Fanqvist Magdalena Forsberg Karin Säterkvist            | 57:53,7   | +2:40,2 |
| 9         | 10  | Ukraina Valentyna Sjevtjenko Irina Terelia Taranenko Olena Haiasova Maryna Pestriakova | 57:54,8   | +2:41,3 |
| 10        | 14  | Japan Tomomi Otaka Sumiko Yokoyama Fumiko Aoki Kumiko Yokoyama                         | 58:22,8   | +3:09,3 |
| 11        | 7   | Frankrike Sophie Villeneuve Annick Pierrel Anne-Laure Condevaux Karine Philippot       | 58:27,7   | +3:14,2 |
| 12        | 13  | Kazakstan Svetlana Desjevitj Oksana Jatskaja Svetlana Sjisjkina Olga Seleznjova        | 59:11,3   | +3:57,8 |
| 13        | 12  | Polen Katarzyna Giębala Małgorzata Ruchala Dorota Kwaśny Bernadeta Bocek               | 59:56,7   | +4:43,2 |
| 14        | 16  | Belarus Svetlana Kamotskaya Yekaterina Antonyuk Yelena Sinkevich Lyudmila Korolik      | 59:56,9   |         |
| 15        | 15  | USA Kerrin Petty Suzanne King Laura McCabe Laura Wilson                                | 1:00:51,2 | +5:37,6 |
| 16        | 13  | Kanada Beckie Scott Milaine Thériault Sara Renner Jaime Fortier                        | 1:01:09,9 | +5:46,4 |